# Hökhult
Hökhult är en by i Lenhovda socken i Uppvidinge kommun i Småland. Första gången byns namn återfinns i skrift, skrevs det ”Höckollt”. Det var år 1544 och namnet kopplades till fågelnamnet hök, hult betyder dunge.

## Historia
Byns historia sträcker sig längre tillbaka i tiden än till 1500-talet. Fornlämningar från sten- och bronsåldern finns på den högsta höjden i byns centrala delar. Det är en hövdingagrav och en stensättning. På sydsluttningen av höjden finns synliga tecken på vad som troligen har varit terrassodlingar för länge sedan.

## Samhället
Hökhult hade sin storhetstid i början av 1930-talet då byn hade 840 invånare och var då större än grannorten Lenhovda. Av byns invånare var då ett 100-tal anställda vid Hjärtsjö glasbruk. När bruket slutligen lades ner år 1936 halverades byns invånarantal. Fortfarande fanns dock underlag för att driva två affärer, skolor, bibliotek. Det fanns t o m taxiåkare i byn och en bensinpump. Allt detta är nu borta och antalet fastboende är nu nere i 27 (2012).

## Kända personligheter
Idoljurymedlemmen Quincy Jones III bodde under några år på 1970-talet i samhället Hökhult tillsammans med sin mor Ulla Jones.